# Пивни (Киевская область)

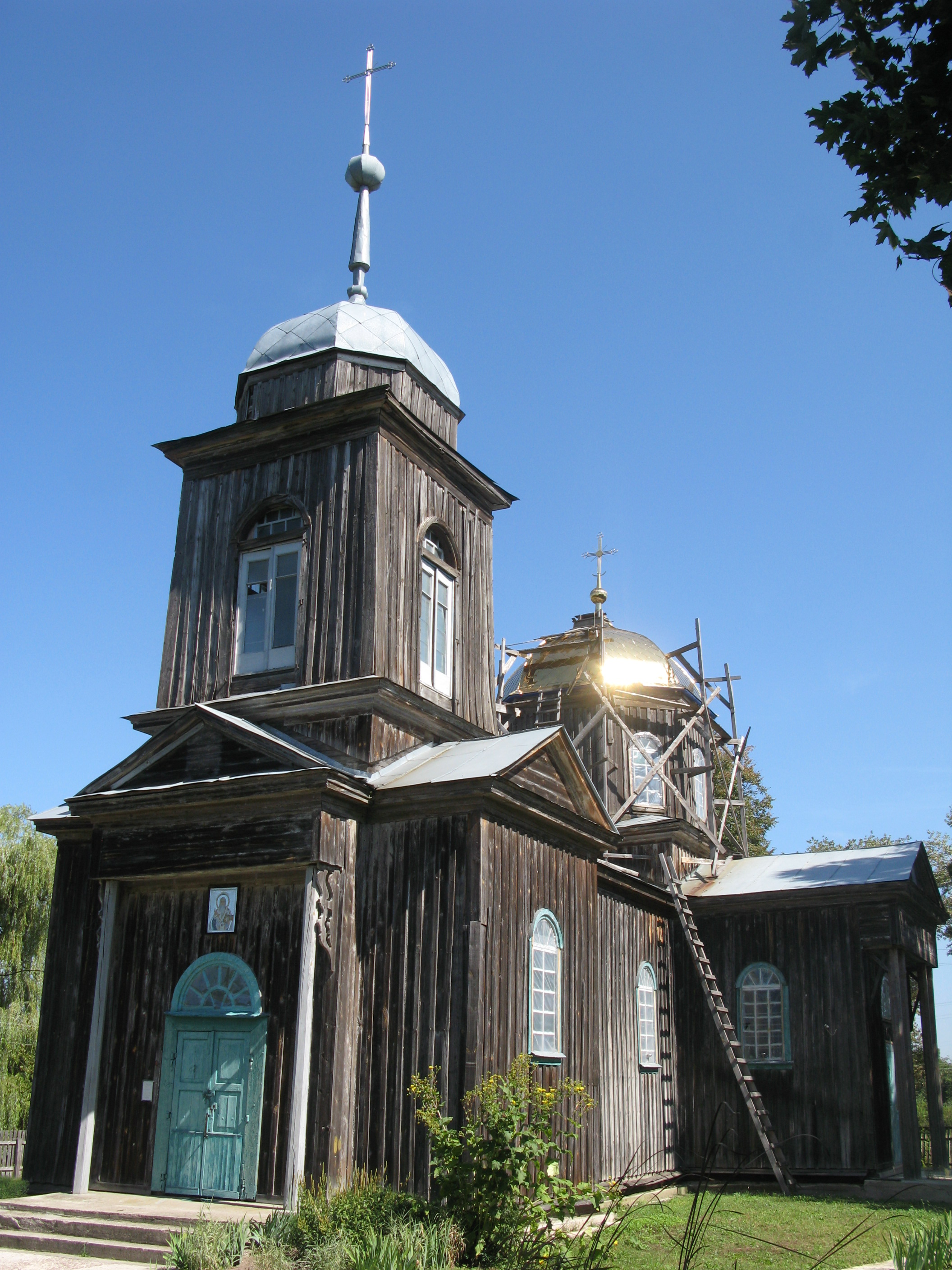
Иоанно-Златоустовская церковь

Пивни (укр. Півні) — село, входит в Фастовский район Киевской области Украины.

## География
Село расположено на правом берегу Унавы (притоке Ирпеня), занимает площадь 2,2 км².

## Население
Население по переписи 2001 года составляло 306 человек.

## История
В ХІХ столетии село Пивни было в составе Кожанской волости Васильковского уезда Киевской губернии. В селе была Златоустовская церковь. Священнослужители Златоустовской церкви:
- 1740 - священник Иван Зубрицкий
- 1775 - священник Иосиф Шараевич (Шираевич)
- 1799-1808 - священник Иван Иосифович Шараевский
- 1836 - священник Палладий Иванович Шараевский
- 1847-1851 - священник Иосиф Якубовский
- 1911 - священник Петр Орловский, псаломщик Федор Пашковский

Л. И. Похилевич в книге «Сказания о населённых местностях Киевской губернии» (1864) писал:

«ПИВНИ, очень древнее село (см. Грамоту Владимира Ольгердовича под описанием Сквиры), на правой стороне реки Унавы. Жителей обоего пола 846 православных и 28 римских католиков. В некоторых старых документах называется также Петухами.
Церковь деревянная во имя Иоанна Золотоустого, построена около 1738 года, как видно из визиты, в 1746 году происходившей. По штатам состоит в 4 классе; земли имеет 56 десятин.
Противоположная сторона реки Унавы принадлежит к Хвастовскому казенному имению. Заречная часть села, населенная уже казенными жителями в числе 509 душ обоего пола, называется Дмитревкой; а немного ниже по реке Унаве, на левой стороне, в 3-х верстах от Дмитревки казенная деревня Волица, в коей 695 душ. В 1740 году Пивнянский приход составляли: 23 дома в Пивнях и 26 в Кожанке. В обоих селах способных к исповеди считалось 260 душ обоего пола, а с детьми до 400 (см. виз. 1740 г. Белоц. дек.). Священником в то время был Иоанн Зубрицкий.»

## Местный совет
Село входит в состав Дмитровского сельского совета. Адрес местного совета: 08533, Киевская обл., Фастовский р-н, с. Дмитровка, ул. Кольцевая, 18.